# 烏丸光栄
烏丸 光栄（からすまる みつひで、元禄2年〈1689年〉 - 延享5年〈1748年〉）は、江戸時代中期の公卿・歌人。烏丸宣定の子。官位は正二位・内大臣。

## 経歴
累進して正二位・内大臣に至る。なお、烏丸家で内大臣にまで至ったのは、この光栄だけである。号は不昧真院。法名は海院浄春。和歌を霊元天皇を始め中院通躬や武者小路実陰に師事した。また和歌の門下には有栖川宮職仁親王や桜町天皇がおり、天皇は光栄から古今伝授を受けた。また、三上藩主である遠藤胤忠にも古今伝授を授けた。
優れた歌人であり、「栄葉和歌集」や「詠歌覚悟」などの著書がある。延享5年（1748年）3月14日に死去。享年60。家督は享保18年（1733年）に光栄の養子となっていた、弟の中御門宣誠の密子（都合上、認知できないために存在が秘密になっている子）の光胤が相続した。

## 系譜
- 父：烏丸宣定
- 母：長野政子
- 正室：瑞應院 - 松平綱昌の娘
- 生母不明の子女
  - 男子：烏丸尹光
  - 男子：日野資総
  - 男子：勘解由小路資望
  - 五男：裏松光世（1736-1804） - 裏松益光の養子となった。
  - 男子：日野資枝（1737-1801） - 日野資時の養子となった。
  - 女子：烏丸光胤室
  - 女子：松平定賢継室
- 養子
  - 男子：烏丸光胤（1721-1780） - 中御門宣誠の密子。光栄の嗣子となる。